# Língua acheron
Acheron (Asheron) é uma língua nigero-congolesa do grupo das línguas Talodi, família das Kordofianas do Sudão.